# Barcones
Barcones település Spanyolországban, Soria tartományban. Barcones Arenillas, La Riba de Escalote, Rello, Alpanseque, Paredes de Sigüenza, Tordelrábano, Alcolea de las Peñas, Atienza és Romanillos de Atienza községekkel határos. Lakosainak száma 25 fő (2024).

## Népesség
A település népessége az elmúlt években az alábbi módon változott:
| Lakosok száma | 45   | 42   | 33   | 31   | 31   | 26   | 22   | 22   | 26   | 25   |
|               | 2001 | 2004 | 2007 | 2009 | 2012 | 2014 | 2017 | 2019 | 2022 | 2024 |